# パーソナルコンピュータ
- パーソナルコンピュータ
- パーソナルコンピューター

パーソナルコンピュータ（英: personal computer）とは、主としてパーソナルな用途、つまり個人による使用を想定した設計のコンピュータのことである。略してパソコン、またはPC（ピーシー）などと称する。
ただし「PC」という略称は、特にPC/AT互換機を指す場合もある。日本では、普及の黎明期（1980年頃）に「パーコン」という呼称もあったが、その後廃れている。

## 概要
パーソナルコンピュータ（PC）は、個人で使用するコンピュータである。
パーソナルコンピュータが登場する以前、コンピュータは大型で高価だった。購入や運用に巨額の費用が必要なので、それらは大企業や大学や研究所などが所有し、1台を、それら組織に所属する人々が共同で使用していた（タイムシェアリングシステム）。この時代、個人が自分のためだけに購入して占有して使えるようなコンピュータは存在しなかった。だが1971年にアメリカのインテルがマイクロプロセッサの開発に成功したことで、コンピュータを小型化および低価格化する道が開け、個人所有する可能性が開かれた。21世紀では1万円程度の価格でも一般的な情報閲覧で十分な性能を持つPCが販売されるようになっている。
パーソナルコンピュータのサイズや形状による分類ではノートPC（ラップトップPC）、デスクトップPC、タブレット型PC（スレートPC）などがある。
現在パーソナルコンピュータで使用される代表的なアプリケーションソフトウェアとしてはウェブブラウザ、オフィススイート（ワープロソフト、表計算ソフト、プレゼンテーションソフト、データベース 等）、ゲームソフトなどがある。

## 名称
「パーソナルコンピュータ」という用語は、1972年にアラン・ケイがACM National Conferenceで発表した"A Personal Computer for Children of All Ages"の中で使用され、「個人のための理想のコンピュータ」という意味で使った。
最初のパーソナルコンピュータには諸説あるが、現在では一般的に最初に実際に市販されたパーソナルコンピュータはAltair 8800と言われており、これは1974年にインテルの8bitマイクロプロセッサ8080をCPUに用いて登場したものである。ただし1970年代後半までは、CPUにマイクロプロセッサを採用したコンピュータは、英語圏では主に「micro computer」などと呼ばれることが多く（たとえば1977年発売のTRS-80も名称は「TRS-80 Micro Computer System」であり）、あるいは「home computer」という呼称も好まれた。日本で1970年代後半は、英語のmicro computerをカタカナに直訳した「マイクロコンピュータ」が堅い記事などでは好まれ、（日本国内では用語を4文字（4音節）に短縮することが好まれるので）日常的には短縮形の「マイコン」が使われた。
パーソナルコンピュータという用語は1977年ころから一部の機種についても使われており、アメリカでは1977年発売のApple IIの広告類で、日本では1979年発表・発売のPC-8000シリーズを指して日本電気が使うようになった（この「PC-8000」の2文字「PC」は「Personal Computer」の頭文字）。
世界的に見て一番決定的だったのは、IBMが1981年に発売しベストセラーとなったIBM PC（製品名称は「IBM Personal Computer」）で、更にIBM PCおよび後継製品をベースにしたIBM PC互換機が市場でデファクト・スタンダードとなったため、世界的にパーソナルコンピュータ（PC）という用語が普及した。なおIBM PC互換機以外の有力なパーソナルコンピュータはMacのみとなったため、PCとの略称は特にIBM PC互換機を指して使われる場合もある。
日本では省略して「パソコン」と呼ばれるようになり、「パソコン」が定着すると、あとは「ホビーパソコン」「ノートパソコン」「パソコン教室」のような、他の語と「パソコン」を組み合わせた造語も次々と行われるようになった。

## 歴史

### 20世紀

#### 1970年代 8ビット時代 パーソナルコンピュータの出現

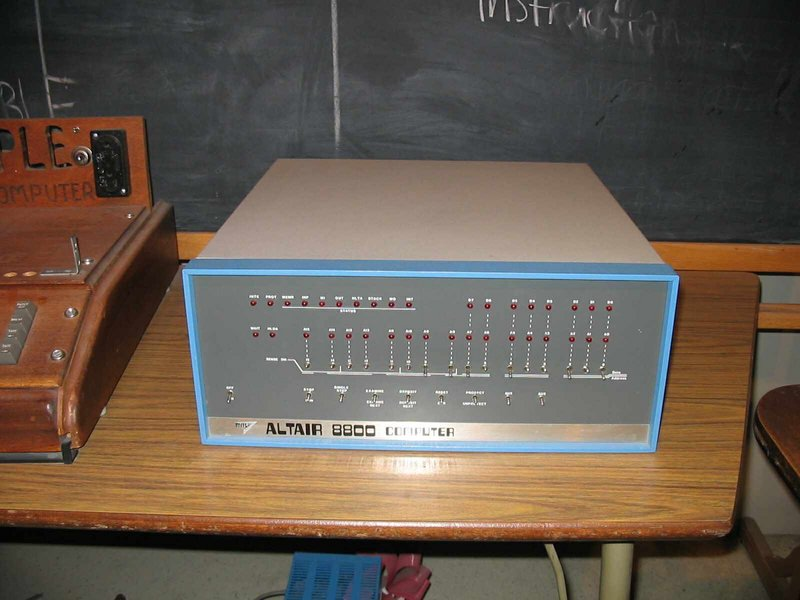
Altair 8800

1974年に登場したマイクロプロセッサにより、個人でも所有可能な小型で低価格なコンピュータが実現可能になった。
（英語圏でmicroprocessor development boardと呼ばれ）日本でワンボードマイコンと呼ばれたキットは当初、技術者向けの評価キットおよびトレーニングキットで、入出力にはテレタイプ端末等、従来のコンピュータに用いられた巨大で扱いに手こずる入出力端末を接続する必要があった。また、その接続作業においても専門的知識を必要とし、一般的なものではなかった。一方、電子回路に詳しいアマチュアが部品を集めてコンピュータを自作し、個人で使用することもあった。また、いわゆるミニコンピュータを個人で所有する者もいた。

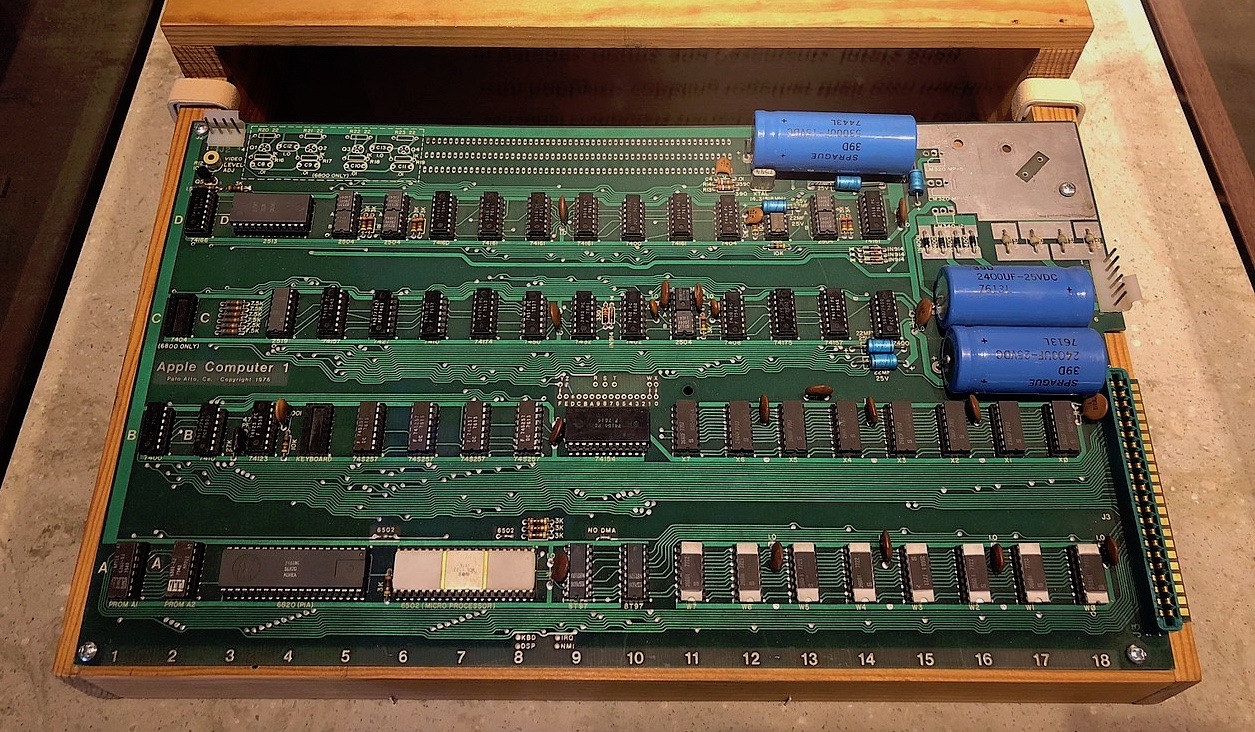
Apple I

最初のパーソナルコンピュータとされることが多いAltair 8800が1974年の末に誕生した。完成させると「箱にランプとスイッチ」というミニコンスタイルのコンピュータができあがるキットはそれ以前からあったにはあったが、Altairが初の安価なヒット製品であった。それ以降2-3年ほどの間に、Apple IのようにCRTディスプレイやキーボードを接続するよう設計されているものなど、入出力が工夫された多数のマイコンキットが現れた。
| Apple II。1977年6月10日発売。 |  | PET 2001。1977年10月出荷開始 |
| Apple II。1977年6月10日発売。 |  | PET 2001。1977年10月出荷開始 |

1977年、Apple、コモドール、タンディ・ラジオシャックの各社から相次いで、本体がプラスチックケースにきれいに収められBASICインタプリタを内蔵し、オールインワンの完成品で出荷される、今日のパーソナルコンピュータの原型と言える型のコンピュータが登場した。これらはインタフェース（CRTディスプレイ、キーボード、外部記憶装置、プリンター用）を一通り備えており、ディスプレイに接続して電源プラグをコンセントに差し込みさえすれば動作するものであった。中でもApple IIは標準でカラー画像出力や音声出力に対応しておりパソコンゲームのプラットフォームとしても人気を博したうえに、表計算ソフト VisiCalcがキラーアプリケーションとなり、単なるホビーイスト向けの玩具ではなく実務にも使える道具と一般人にも認められ大成功した。

#### 1980年代 16ビット時代 オフィスへの普及

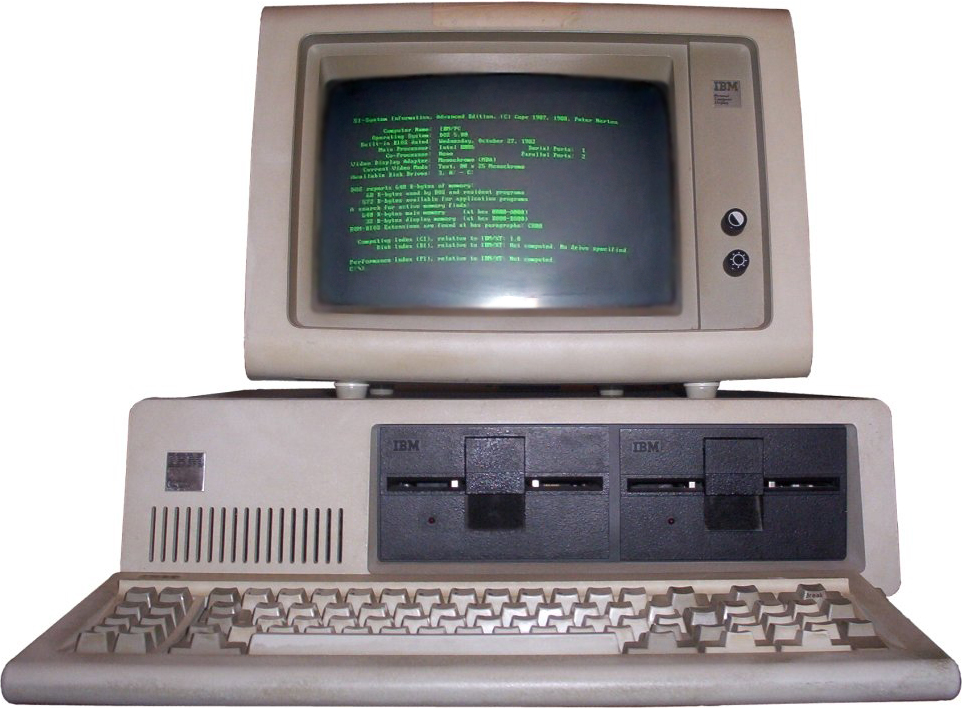
IBM PC（IBM 5150）

1981年に16ビットのIBM PCが登場して世界的にベストセラーとなり、IBM PCで採用されたインテルのx86系のCPUとマイクロソフトのMS-DOSが主流（デファクトスタンダード）となった。更にコンパックなどによりIBM PC互換機市場が形成され、「パーソナルコンピュータ」の名称が一般化した。表計算ソフトはLotus 1-2-3、ワープロソフトはWordPerfect（日本では一太郎）が普及した。

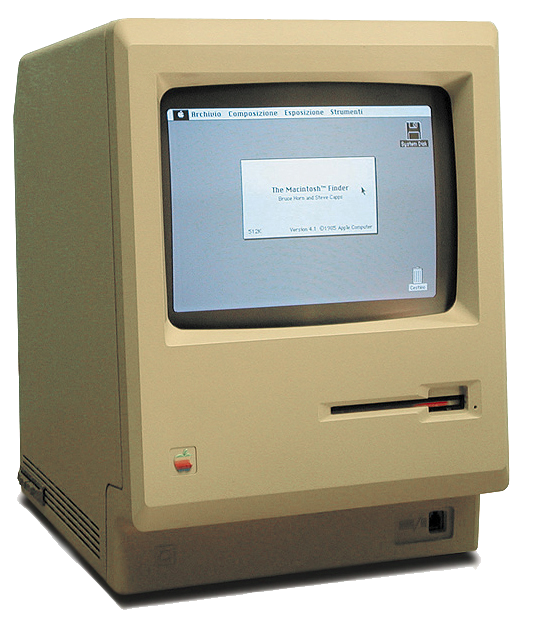
Macintosh 128K。1984年1月24日発売。

1984年に登場したMacintoshはグラフィカルユーザインタフェースの概念を大きく普及させることに成功し、後のコンピュータに絶大な影響をもたらした。1985年にはMacintosh向けにMicrosoft Excelが登場し、そのインターフェイスは後のWindowsアプリケーションの原型となった。
しかし日本では「日本語表示の壁」もあり各社独自の日本語仕様が続き、異なったメーカー間ではアプリケーションソフトウェアの互換性はほとんど無かった。16ビット市場では1982年のNECのPC-9800シリーズがトップシェアを続け、他には富士通のFMシリーズやFM TOWNS、セイコーエプソンのPC-9800互換機、個人向けに絞ったシャープのX68000、PC/AT互換機ベースのAX協議会のAX、日本語表示用に高解像度を標準採用した日本IBMのマルチステーション5550などが競った。一方、IBM互換機の独自拡張であるDynaBookは場所を決めずにいつでもどこでも利用できるノートパソコンを大きく広めるものとなった。また、より手軽に入手・使用できる廉価機として8ビットのMSX規格がホビーパソコンとして一定の普及をとげた。
海外では、1980年に英国でシンクレア ZX80、1982年にアメリカでコモドール64、1983年にユーゴスラビアでGalaksija、1980年代後半にも英国でAmstrad CPCなど、8ビットCPU搭載機が現れた。

#### 1990年代 32ビット時代 パーソナルコンピュータのネット端末化

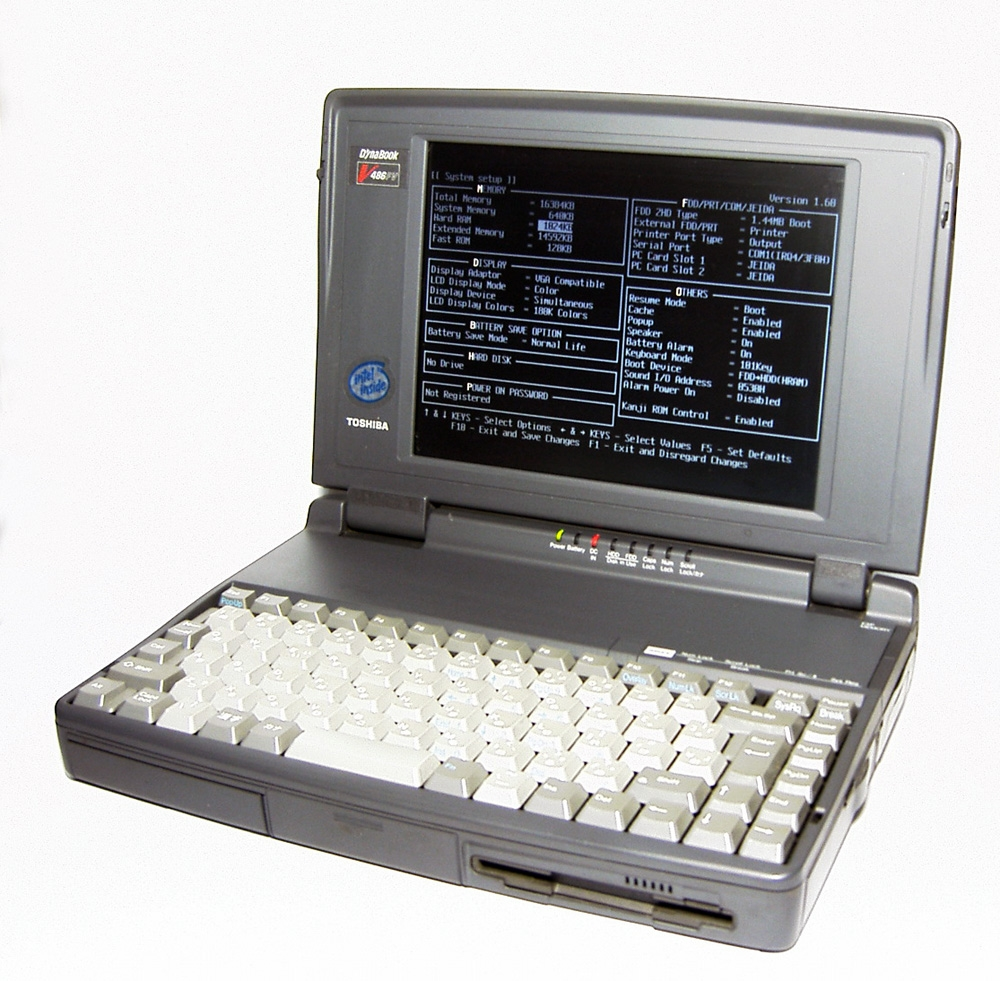
DynaBook FV475 501TW

1990年代にはダウンサイジングの潮流もあり企業や個人へのパーソナルコンピュータの普及が進み、企業用のローエンドのサーバーもPCサーバーが広く普及した。1990年代初頭まではAmigaやコモドール64、アルキメデスなどのホビーパソコンもなお一定のシェアを保っていたものの1990年代中盤以降の世界ではIBM PC互換機とMacintoshがパソコン市場の大多数を占めるようになった。
1991年にはWindows 3.0、1995年にはWindows 95が発売され、従来の「16ビット / DOS」から徐々に「32ビット / Windows」への移行が進んだ。一部の高機能指向のユーザーには従来のUNIXワークステーションに匹敵する機能を持つOS/2やWindows NT、さらに高機能なOPENSTEPが使われ、パーソナルコンピュータでのPC-UNIXの利用も行われはじめた。
日本でも1990年のDOS/Vの登場、Windowsの普及とともに世界と同じPC/AT互換機への移行が進んだ。またアプリケーションソフトウェアの発達とパソコン本体の低価格化もあり、ワープロ専用機ユーザーもワープロソフトに移行していった。この過程でMicrosoft OfficeがLotus 1-2-3などを駆逐してオフィススイートのデファクトスタンダードとなった。

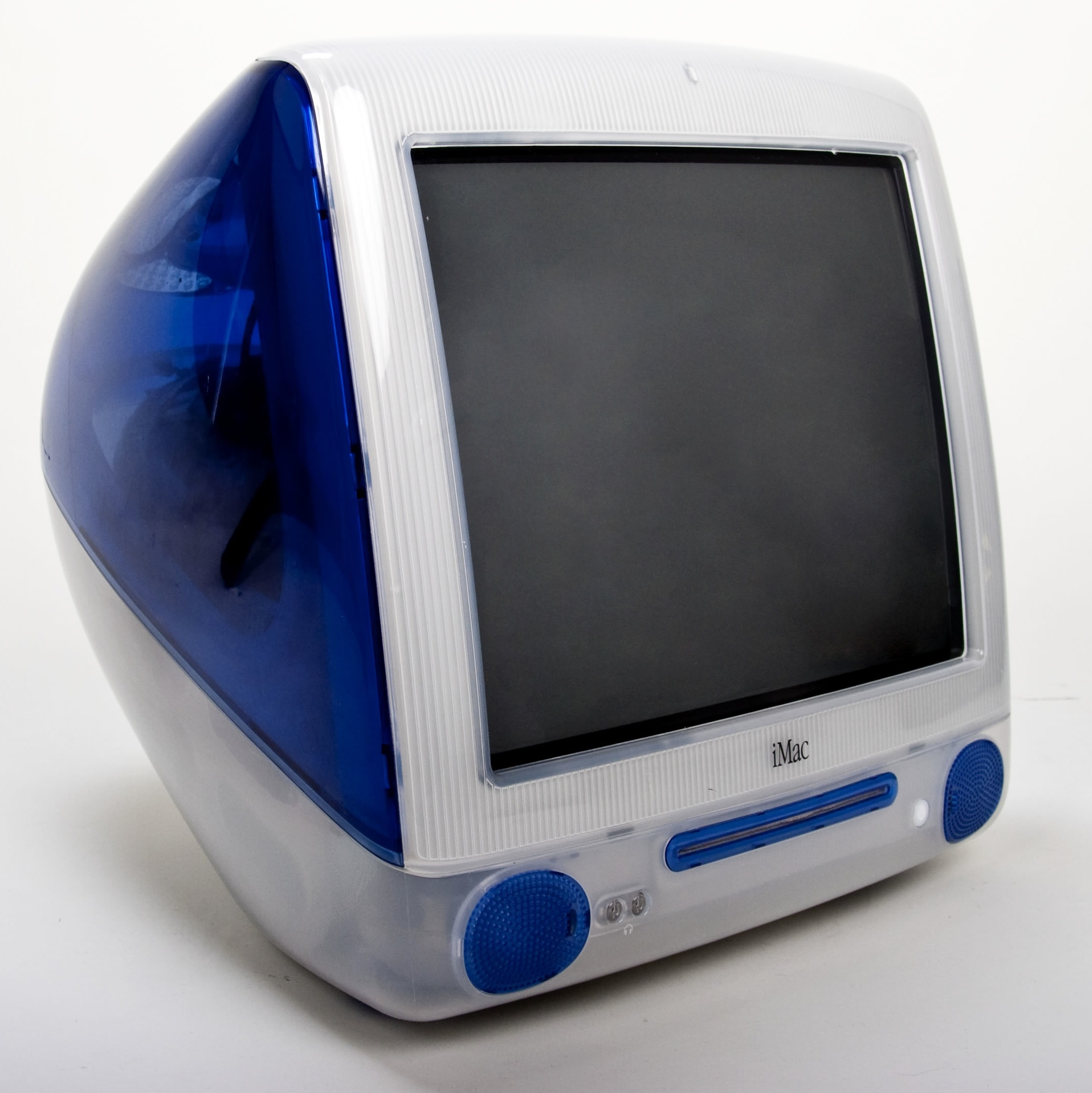
iMac

1990年代後半あるいは1990年代末にインターネットが急激に一般の人々にまで普及し、パーソナルコンピュータのウェブ端末としての利用が一般化した。1998年には「インターネットのための新世代のパーソナルコンピュータ」と銘打ち、インターネットブラウザ2種が最初から無料でバンドル（付属）され、洗練されたデザインを持つiMacが登場し、社会現象となった。
1990年代にはGUIやマルチメディアアプリケーションの普及により、パソコンも高い処理能力が必要となり、アウトオブオーダ実行、スーパースカラなどスーパーコンピュータに使われていた技術がパーソナルコンピュータに次々投入され、パソコン用CPUのクロックは2000年には1GHzに達した。

### 21世紀

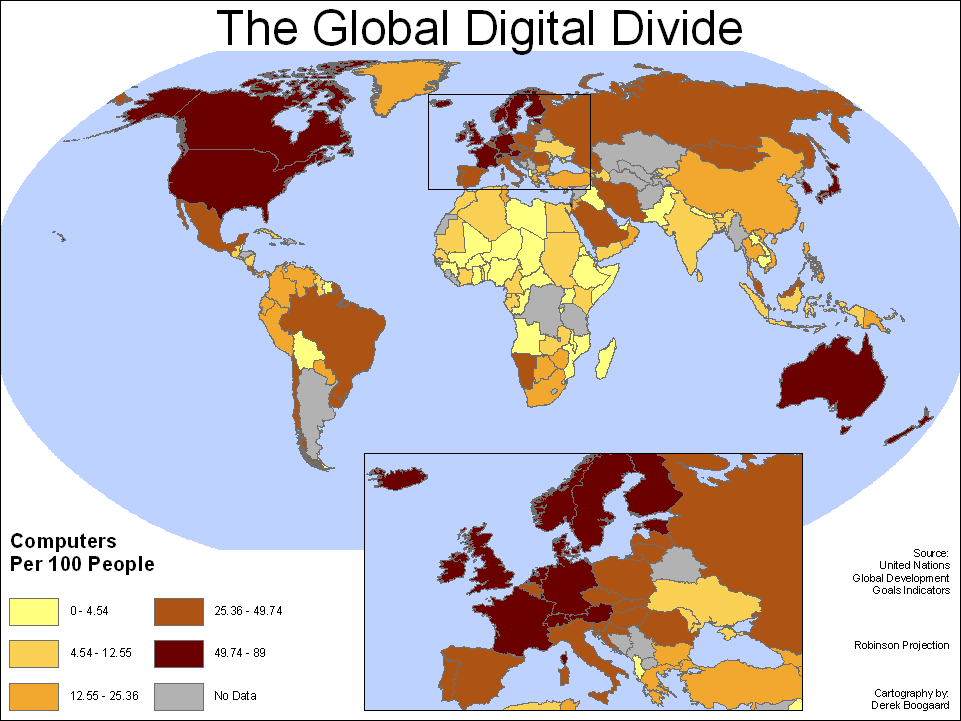
2000年代の世界のパソコンの普及状況

1983年から2020年までの日本のPC国内出荷台数（青線）と出荷額（赤線）（JEITA調べ）

国連統計をもとに一部推計により算出した世界各国のPC台数実績値は、2008年に11.2億台となった。

#### インターネットとパーソナルコンピュータ
インターネットの普及とともに、各パソコンはブロードバンドルータに接続され、更に上位のルータ・スイッチやサーバに連結されるようになり、インターネットの利用者は主にパソコンをインターネットの情報アクセス端末として利用するようになった。
インターネット利用者1人当たりのPC台数は、経済水準によって違いがあり、各国の1人当たりのPC保有台数と1人当たりGDPには一定の正の相関があることが指摘されるようになった。途上国ではパソコンの利用はオフィスでの業務用やインターネット・カフェなど共同利用形態が多いが、経済水準の向上や情報化社会の進展に応じてパソコンの保有台数は増加し、特に就労者は家庭用と業務用等で複数台を利用する傾向がみられた。
2005年時点の1人当たりのPC保有台数の世界平均は0.82で、最高値はアイルランドの1.49だった。

#### 新世代のパーソナルコンピュータの出現
2000年代には新しい情報端末が多く出現し、携帯電話、情報携帯端末（Personal Digital Assistants：PDA）、ゲーム機等からのインターネットへのアクセスが急増するようになった。
ユーザーが各種アプリストアからアプリケーションをダウンロードしてインストールすることが可能なスマートフォンが普及し、HTML5/CSS3標準をサポートするブラウザが増えたことでウェブアプリケーションの高機能化が進み、さらにハードウェア性能も向上したことから、日常生活を送るうえでの手続きや娯楽などはスマートフォンやタブレットがあれば事足りるようになった。そのため、家庭で従来の「パソコン」を所有せず、操作したことがない一般消費者も増えている。
しかし、スマートフォンはクリエイティブな作業に使うには限界があること、ハード性能に制約があること、タッチ操作には最適化されている一方でポインティングデバイスやキーボードによる入力には最適化されていないこと、サンドボックスによりアプリケーションのインストールが制限されていること（ハードウェアの拡張やオペレーティングシステムおよびデバイスドライバなどの自由なインストールもできない）などから、依然として従来のパソコンやワークステーションは広く使われている。

#### タブレット型PCの普及
パソコンも個人用途ではスマートフォンに代替される傾向となり、2012年には日本国内のパソコン出荷数の減少が始まる。2013年にはWindows XPのサポート終了に伴う駆け込み需要で販売台数が増加したが、2014年からはそれがなくなり、パソコンの販売台数が急減した。2014年度には国内出荷が1000万台を割り込んだ。一方でスマホをパソコン寄りに近づけたタブレット型PCが2010年のApple iPadを皮切りに登場し、逆にパソコンをスマホ寄りに近づけたタイプも登場し、普及がみられる。

## 種類
形状や大きさによる分類には次のようなものがある。分類の基準やそれぞれの呼称は、メーカー、シリーズ、時期などによって異なる。

### スティック型

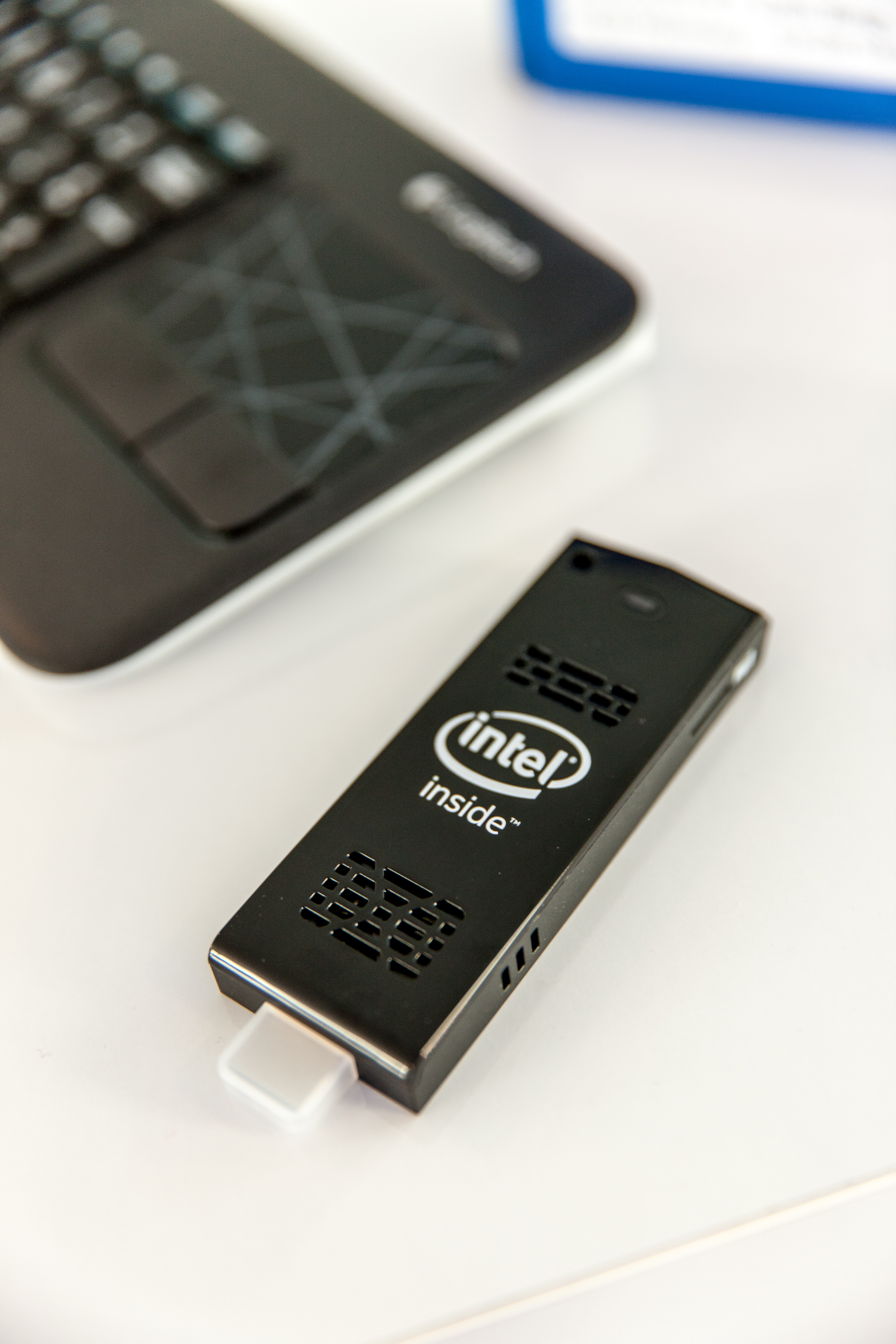
スティックパソコン

USBメモリに似たスティック状の形状にCPU（SoC）とメモリ、ストレージにeMMCを搭載した超小型パソコン。たいていのモデルはHDMI端子を備えており、フラットパネルディスプレイに接続して使用する。コンポーネントの実装面積や廃熱に制約があり性能は著しく低いが、持ち運びがしやすい。バッテリーは内蔵しない。消費電力が小さいためモバイルバッテリーの給電でも動作する場合がある。

### タブレット型PC
| iPad（2018年モデルの3種） |  | Samsung Galaxy Tab （A10.1、2016年モデル） |
| iPad（2018年モデルの3種） |  | Samsung Galaxy Tab （A10.1、2016年モデル） |

タブレット型（板状）のコンピュータのコンセプトは、「パーソナルコンピュータの父」とも言われるアラン・ケイがかなり早い時期に提示していた。タブレット状（スレート状、板状）でディスプレイを内蔵する。現在ではキーボード無しで、指やペンで文字入力やポインティングを行え、モバイルオペレーティングシステムを搭載したものが主流。
2020年代前半において、タブレット型PCの世界出荷台数はデスクトップPCの出荷台数を大きく上回っている。
2023年のタブレット型PCの世界出荷台数は1億2850万台だった。メーカー（とそのタブレット・ブランド）別の世界シェアは、2023年10月では、1位はApple（iPad）の54%、2位はSamsung（Galaxy Tab）の28%（Galaxy TabはAndroidタブレットの一種）。3位は統計上「不明」と分類される無名のメーカーの群が7%（それらも通常、Androidタブレット）。4位はAmazon（Fireタブレット）の3.7%。

### ノートパソコン（ラップトップ）
| ノートパソコン（ヒューレット・パッカード） |  | MacBook Air 2020年モデル |
| ノートパソコン（ヒューレット・パッカード） |  | MacBook Air 2020年モデル |

パソコンの本体にキーボードと液晶ディスプレーが一体となった、ノートの形状・構造をしたパソコン。
パソコンの形態としては主流のタイプで、2023年時点における日本国内でのノートPCの販売数はデスクトップPCの5倍以上に達している。
日本では主に「ノートパソコン」や「ノートPC」や、単に「ノート」と呼ばれている。日本国内の呼び方を列挙すると「ノートパソコン」「ノートPC」「ノート」「ノート型」などがある。
英語圏では「laptop computer」また単に「laptop」あるいは「notebook computer」と呼ばれている。日本では「ラップトップが大きめでノートパソコンが小ぶり」などと解釈して区別していた時期があるが、英語圏では現在、そういう区別をしているわけではない。詳細はラップトップパソコンを参照。

#### ネットブック
ノートブックのうち、性能や拡張性をウェブサイト閲覧などの軽作業には充分な程度に低く抑えることで小型・軽量・低価格としたもの。

### デスクトップパソコン

デスクトップPCの構成

机の上に据え置いて使うパーソナルコンピュータで、ノートパソコンではないもの。ディスプレイが一体化しているものもある。初期のパソコン（1970年代後半から1980年代前半）ではキーボードが一体となっている機種も多かった。
筐体サイズが比較的大きく、高い性能が必要になった場合にパーツを交換・増設できる拡張性に優れている。一方、デスクトップながら拡張性を割り切って小型（縦15センチ×横15センチ×高さ10センチ程度）にしたmini-PC（ミニPC）のも存在する。
筐体サイズに余裕があることで冷却スペースを確保しやすく、発熱量の大きいパーツを搭載していても排熱性に優れる。ゲーム用途など高性能・高発熱なGPUを必要とするユーザーは、（2010年ころまでは）タワー型のデスクトップパソコン以外の選択肢が少なかった。
2010年代に入ってからは、ノート型のパソコンでも性能の良いGPU、強力なヒートシンク、高リフレッシュレートのディスプレイを備えたもの（いわゆるゲーミングノートPC）が増えたが、2020年代前半においても、本体に3台以上のディスプレイを接続する場合や、動画編集や大量のデータの解析など、長時間高負荷をかける作業をする場合にはデスクトップPCに優位性があると考えられている。
なお、「盗まれにくい」「キーボードなどが壊れても丸々交換する必要がない」などの理由で、役所などが設置する、人々が共用で使うためのコンピュータとしてもデスクトップパソコンがしばしば使われている。

### 関連分野

#### ウェアラブル
時計型や頭部に装着するなど、身体に装着して使用するもの。

#### PDA
手のひらに入るサイズの汎用コンピュータで、パームサイズやハンドヘルドとも呼ばれる。主にタッチパネルやペンで操作する。省電力化と小さい画面に適した操作性を持たせるため、パーソナルコンピュータとは異なるアーキテクチャ及びモバイルオペレーティングシステムが採用されている。スマートフォン及びタブレットがここから派生したが、2010年代以降はメディアプレーヤやタブレット端末およびスマートフォンなどの携帯デバイスの市場に吸収された形となっている。

#### スマートフォン
PDAに携帯電話機能をプラスし、単体で移動体通信網への接続機能を持たせたもの。

#### ワークステーション
主に用途による分類で、大型コンピュータのクライアントに高性能な処理能力を持たせたものが起源。CADなどの画像処理、ディーリングなどの金融端末に用いられる。かつては独自のアーキテクチャを採用しており「パーソナル」ではなかったが、今日ではPCを流用したものが多い。

#### サーバ
主に用途による分類で、パーソナルコンピュータのアーキテクチャをベースとしながら、業務用（代表例は24時間365日連続稼働など）に耐え得る信頼性を実現する拡張が行われている。形状はタワー型やラックマウント型が多い。

#### NetPC
ネットワークに特化したコンピューターで、Windows ベースで省管理コストを図ることを目的としていた。1997年頃にMicrosoft社とIntel社が提唱した。同様のものに、オラクル社が提唱したネットワークコンピュータ（NC）がある。NCとのハードウェア面での大きな違いはローカルにストレージを持つこと。

## ハードウェア
1. イメージスキャナ
2. CPU（マイクロプロセッサ）
3. 主記憶装置（メインメモリ）
4. 拡張カード（ビデオカード等）
5. 電源ユニット
6. リムーバブルディスク（光ディスク等）
7. 内蔵ハードディスク
8. マザーボード
9. スピーカー
10. ディスプレイ
11. システムソフトウェア
12. アプリケーションソフトウェア
13. キーボード
14. マウス
15. 外部ハードディスク
16. プリンター

タワー型PCと周辺機器の立体分解図：

典型的なパーソナルコンピュータは、以下のハードウェアから構成される。かつて一般的だったデスクトップパソコンと、現在主流のノートパソコンでは、基本要素はおおむね同じであるが、ノートパソコンのほうがより小さな部品やユニットが使用されて細やかに一体化されている傾向がある。
- ノートPCのキーボードやタッチパッドを取り除いて内部をむき出しにした写真

### メインボード

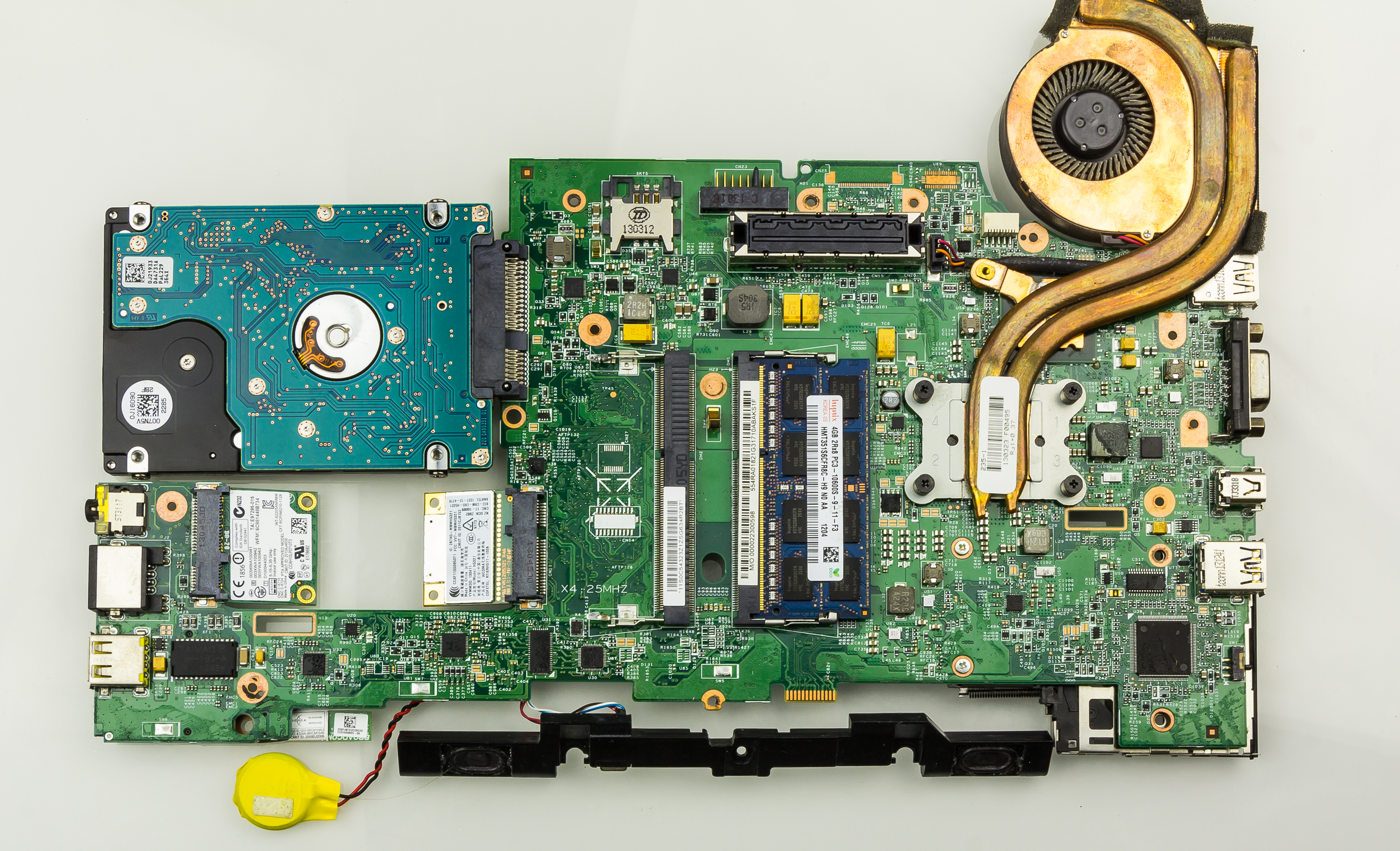
lenovoのノートPC（ThinkPad X230、2012年発売）のメインボードを底面側から見た写真。 銀色の金属板の下にCPUが隠れている。CPUから右上に伸びる銅の曲線的な棒およびファンはヒートシンクであり、CPUの放熱をおこなう。CPU左側の青色の板がRAM（主記憶装置）。

パーソナルコンピュータのメインボードの典型的なマザーボードの構成部品は、システムの中央となるチップセット、UEFIなどのファームウェアが書き込まれたROMあるいはフラッシュメモリ、CPUやメインメモリなどの専用のソケットやスロット類（固定の場合もある）、PCIeなど汎用のバスのスロット（ビデオカードには2019年現在はこれが使われることが多い）、その他SATAやUSBなどのためのソケット、オンボードグラフィック機能を担う部品、などから成る。
コンピュータ全般ではメインボードの形態はおおむね、複数の基板を相互接続したバックプレーン方式と、1枚の基板にまとめたマザーボード方式に分けることができるが、パーソナルコンピュータでは基板が1枚のマザーボード方式が一般的である。
デスクトップPCのメインボードは、ATX仕様、Mini-ITX仕様などがある。

### CPU
コンピュータの頭脳に当たる部品。中央処理装置。汎用のマイクロプロセッサ（MPU）が使われる。プロセッサは、世代、メーカーごとにソケット規格が異なる。
- Windows機向け。x86互換
  - 2019年現在、老舗のインテルのものを安価なものから高価高性能なものへと並べて挙げるとCeleron、Pentium、Core iシリーズとなる。業務用ではXeonシリーズもある。
  - AMDのCPUでは、Athlon、Aシリーズ、Ryzenなどがある。「プロ」（ハイエンドユーザ用）としてはRyzen Proがある。
  - インテル、AMD向けともGPUを統合したものがある。
- Mac向け - Apple M1およびApple M1 Pro（Apple M1 Pro and M1 Max）。ARMアーキテクチャベースのSoCであり、独自開発のGPU及びニューラルコアと緊密に統合されている。M1 Proは、インテルのハイエンドCPUであるCore i7よりも性能が高く、なおかつ省電力である[35]。2022年3月にはさらに高性能化したApple M1 Ultraが登場した（2022年5月時点でワークステーションに採用されている）。
- タブレット（スマートフォン）向け - タブレット（スマホ）のCPU（MPU）は省電力であることが重要で、基本的にARMアーキテクチャである。AppleシリコンやクアルコムのSnapdragonなど。設計を多数のメーカーにライセンスする方式をとり、おびただしい種類のASICが生産されている。

### メインメモリ
RAMとも呼ばれる。漢字表記では主記憶装置。CPUと基板上の回路を通じて直に接続されているメモリである。次に説明する補助記憶装置（ストレージ）に比べ読み書きが桁違いに高速という特徴があるが、単価が高いため、搭載される容量は補助記憶装置に比べて何桁（けた）か少ないのが一般的である。メインメモリはCPUの作業場所に当たり、実行中のプログラムや、CPUが操作中のデータが格納される。揮発性の記憶装置であり、電源を切ると記憶内容は消えるため、電源を切った後も使うデータや設定などは、電源を切っても記憶が消えない補助記憶装置（HDDやSSDなど）に保管することになる。
搭載可能なメモリモジュールの規格や容量はマザーボードに左右される。また、認識・使用可能なメモリの上限はOSに左右される。
なお、搭載するメインメモリの量が足りないと、OSのデフォルトの設定ではやむを得ずメインメモリの代わりに補助記憶装置を作業場所として使うようになっていることは多く、そうなるとPCの処理速度が一気に落ちてしまい、いわゆる「もっさり」とした動きになってしまうので、メインメモリをたっぷりと搭載しておくことが快適な処理速度を保つ上で鍵となる。

### 補助記憶装置
ストレージとも、外部記憶装置ともいう。不揮発性の記憶であり、通電しなくても記憶が保たれ、容量当たりの単価が安く大容量のものが使えるが、書き込み速度がメインメモリのそれと比べて非常に遅い。したがってプログラムプログラム、データなどの格納場所（ストレージ）として使われたり、他のPCへプログラムやデータを移すために用いられる。
PCに内蔵するもの、外付けのもの、着脱可能なリムーバブルなものがある。内蔵型は固定ディスクとも呼ばれる。
1990年代から2010年ころまではPCのOS起動ディスクとしてはハードディスクドライブ（HDD）が主に使われてきたが、その後、2010年代後半ころから、高速に読み書きができるソリッドステートドライブ（SSD）も次第に安価になり、オペレーティングシステムの立ち上げ時の時間が半分〜数分の1ほどにも短縮され、PCの使い心地に大きく影響するので、SSDのほうが人々に選ばれることが一般化してきた。（OSの使い勝手にも大きく影響するので）マイクロソフト社も2022年の半ばごろにはPCのハードウェアのメーカーに対してSSDを標準で搭載することを強く要求するようになった。
オペレーティングシステムやアプリケーションソフトウェアやよく使われるファイルを読み書きしたりする場所としては高速なSSDを、バックアップや大容量データの長期保存にはHDDを利用するなどの使い分けもされる。HDDはSSDよりも容量あたりの価格が安く、大容量化しやすいことが特徴で、2019年には14TBの製品が、2021年には20TBの製品が発売された。

### リムーバブルディスク
着脱可能なメディアを使用できる外部とのデータ交換用のディスクドライブ。時代とともにメディアが変遷してきて、フロッピーディスクドライブ、光磁気ディスク（MO）ドライブ、CD、DVD、BDと変遷してきて、DVDスーパーマルチドライブやBDドライブなど、複数規格のメディアが読み書きできるものが増えたが、インターネット経由でオペレーティング・システムやソフトウェアやコンテンツがダウンロードできることが一般化するにつれ、リムーバブルディスクの需要がめっきり減り、2020年代以降は、リムーバブルディスクドライブを搭載しないモデルが一般的になっている。

### 拡張カード
拡張カードは用途に応じてコンピュータを拡張するためのカード（ボード）。ただし、拡張スロット自体がないモデルも多い。
ビデオ（映像）信号をディスプレイに表示するビデオカード、ネットワーク接続用のネットワークカード、音声出力用のサウンドカードなどがある。
特にリアルタイムの3DCGといった用途でPCを使う場合は、高性能なGPUを利用することが多い。DirectX 10世代以降はGPUを汎用計算に利用すること（GPGPU）も行われるようになり、リアルタイム3DCG以外にも、大量の物理演算、汎用画像処理、動画エンコーディング、ディープラーニングなどの用途でPCを使う場合も高性能のGPUを搭載するようになった。拡張カードを使いたい場合はデスクトップPCやタワー型PCから望みの拡張スロットを備えているものを選択することになる。

### 電源
| ノートPCの電源であるACアダプタ |  | デスクトップPCのATX電源 |
| ノートPCの電源であるACアダプタ |  | デスクトップPCのATX電源 |

パソコンでいう「電源」というのは、コンセントに来ている交流を直流に変換しマザーボードやドライブ装置などに電力を供給するもの。
ノートPCの電源は本体内部に一体化されたリチウムイオン電池などを内蔵しており出先などではこれを使うが、長時間使う場合はコンセントにACアダプタを挿しACアダプタのDCコネクタをノートPCに挿して使用することが一般的である。
なお最近販売数が伸びてきている、机上で使うmini-PC（ミニPC）などと呼ばれる一辺が10センチ強や数センチ角程度の弁当箱のようなコンピュータも電源にACアダプタを使う傾向がある。
デスクトップPCやタワー型PCの電源は本体内部に収められる比較的大きなユニットである。ATX電源など。

### ディスプレイ

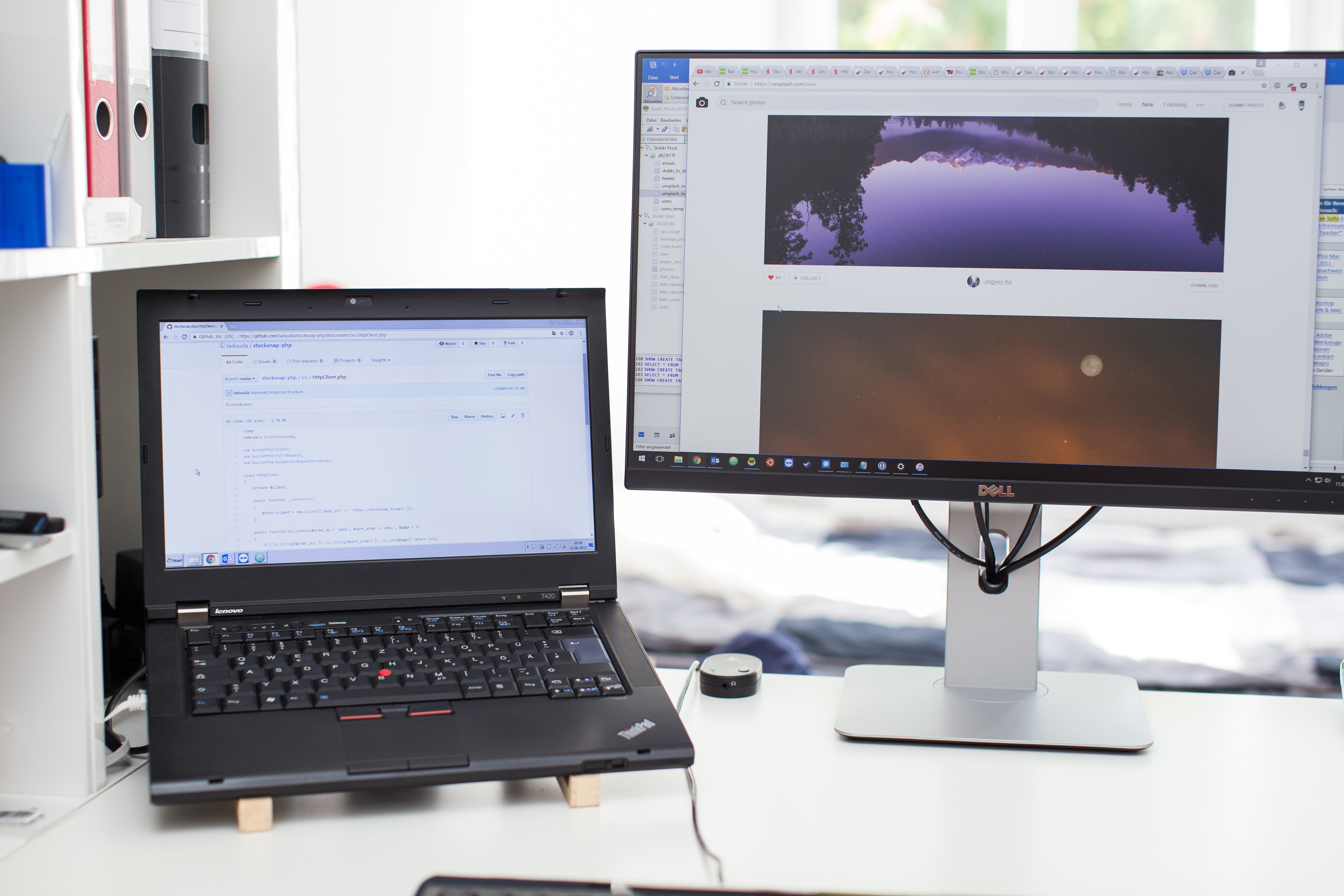
ノートPCのディスプレイ（左）と外付けディスプレイ（右）

モニターとも呼ばれる。GUIやCUIでコンピュータを操作するために必要な表示装置。アスペクト比（縦横の比）が時代とともに変化し、最近は横長になってきた。
販売量が多いノートPCのディスプレイは本体と一体化しており、ヒンジ機構で開くことができる。ディスプレイの上部にwebカメラを内蔵しているモデルも多い。
デスクトップPC用のディスプレイの多くは外付けで、PC本体とケーブルで接続する。スピーカーやWebカメラを内蔵していたり、TVチューナーを内蔵しているモデルもある。デスクトップPCのディスプレイは2000年頃まではブラウン管が一般的であったが、2002年以降は液晶ディスプレイが主流となり、2006年までに完全にブラウン管と置き換わった。

### キーボード

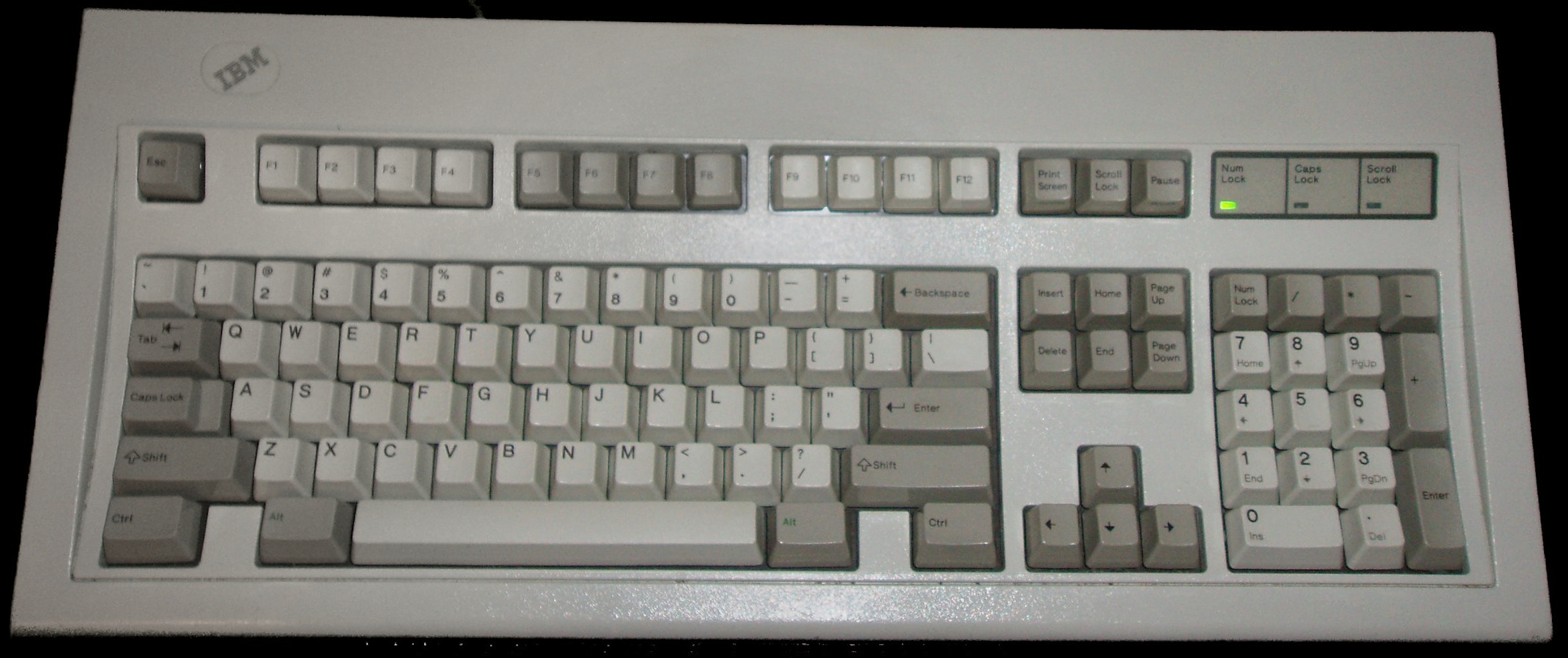
IBM 101英語キーボード

コンピュータにコマンドや文字を入力するための機器。キー配列は、英語圏では101キーボード（104キーボード）、日本では106キーボード（109キーボード）が主流である。大手メーカー製などは、ショートカットとして特定の機能（電子メール機能、スピーカーの音量調整など）に一発でアクセスできる専用のボタンを追加した物もある。接続は有線の場合はUSB、無線の場合はBluetooth接続が多い。

### ポインティングデバイス
| タッチパッド |  | マウス |
| タッチパッド |  | マウス |

ポインティングデバイスは、位置や座標を指し示すための装置。画面上の1点を指し示したり、操作対象を指定することができる（販売量がすでに9割を越えている）。ノートPCではタッチパッドがキーボードの手前に組み込まれていて一体化していることが一般的。デスクトップPCではマウスを使うことが一般的であるが、各人の好みで外付け別売りのタッチパッドを使ったり、トラックボールを使う人もいる。

### 音源とスピーカ類
黎明期のPCは、内蔵音源としてビープ音やFM音源といった貧弱な音源しか持たなかったが、PCMデータの再生に対応したPCM音源を搭載したサウンドチップが標準的となり、また各種OSにおいてアプリケーションソフトウェアからオーディオデバイスを利用するためのアプリケーションプログラミングインターフェイス（API）の標準化が進んだことにより、音声や動画の再生が標準的にできるようになっている。
スピーカーは音声（音響）を出力するための装置。

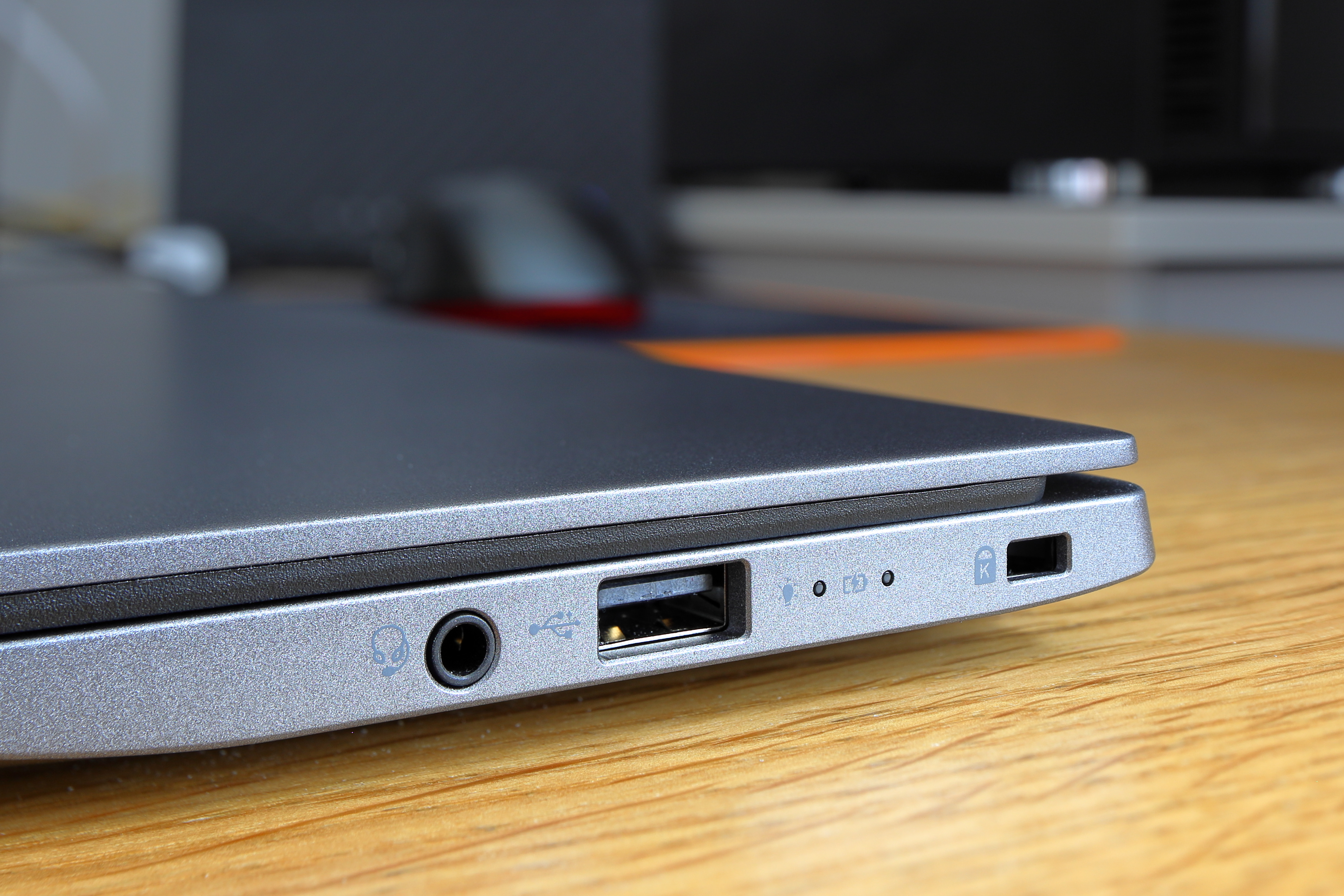
ノートPCのヘッドフォン・ジャック

ノートPCではキーボードとディスプレイの間あたりに内蔵されていることが多く、スピーカーの直径が小さいため音響的には貧弱な音しか出ないことが一般的であるが、ノートPC本体横に音響出力用のミニプラグのジャック（メス側）が用意されていることも一般的なので、そのジャックに高性能のヘッドフォン（イヤフォン）類を挿せば、良質な音響を聞くことができる。
デスクトップPCでは、HDMI接続したディスプレイがスピーカーを備えていればそのスピーカーから音が出る。PCをサウンドカードを搭載する場合で音声出力端子があればそこにスピーカーを接続する。

### インターフェイス
周辺機器を接続するための差し込み口（ポート、端子）。以前はそれぞれの周辺機器に対応する専用のインターフェイス（レガシーデバイスともいう）が備わっており、PS/2コネクタ、DVI、イーサネット、Thunderbolt、IEEE 1394、USBなど複数の種類に分かれていたが、2010年代以降USB+HDMI（モデルによってはイーサネット用RJ-45）だけしか備えないという機種が増えた。

### ケース
デスクトップPCやタワー型PCではケース、つまり箱状の入れ物が使われる。縦置きのミニタワー型、ミドルタワー型、フルタワー型などがある。

### その他の周辺機器
Webカメラ
PCのモニター等に取り付ける小型カメラ。内蔵されるものと外付けのものがある。主にビデオ会議や動画配信などのネットワークストリーミング用途で使用される。
プリンター
紙に印刷するための装置。カラーのインクジェットプリンターやレーザープリンターが主流である。イメージスキャナとの複合機もある。
スキャナ（イメージスキャナ）
外部から画像（平面的な写真や印刷物）をPC用のデータに変換して取り込むための装置。ポジやネガなどのフィルムをスキャンできる機種もある。プリンターに統合された複合機が主流となっており、単独の製品は少ない。
ビデオキャプチャ装置
ビデオ信号を動画データに変換して取り込むために使う。内蔵カード型のもの（ビデオキャプチャカード）も、外付けの箱型でUSB接続のものもある。
チューナー
古くはAM/FMラジオチューナー搭載モデル、次いでアナログTVチューナー搭載モデルが発売されたことがあったが普及をみなかった。日本ではデジタル放送（TV）チューナーが2008年ごろから普及しはじめ、薄型テレビやHDD/DVD/BDレコーダー等の家電製品と同様に、パソコンで放送を録画、再生できるようになっている。
モデム、TAなど
モデムはダイヤルアップ接続でインターネットへ接続する場合に必要な装置で2000年代までは標準的に搭載されていた。ISDNを利用する場合はTA、ADSLの場合はADSLモデムを使った。
その他、デジタルカメラなど
写真データを取り込む場合にUSB接続やワイヤレス接続する。

## ファームウェア
パーソナルコンピュータにおけるファームウェアは、主にマザーボードのファームウェア（BIOS / UEFI）を指すことが多い。

## ソフトウェア

### オペレーティングシステム
オペレーティングシステム（OS）はコンピュータシステム全体の管理と制御を行ない、ユーザーインターフェイスを提供するシステムソフトウェアの一種である。OSによって標準化・抽象化されたAPIが提供されることで、アプリケーションソフトウェアはハードウェアを直接制御する必要がなくなる。

#### Windows
マイクロソフトが提供する独自のオペレーティングシステムで、1990年代よりPC/AT互換機に搭載されるOSの主流となっている。Microsoft Windows 10以降はWindows Subsystem for Linux（WSL）によるLinux互換環境もサポートしている。

#### macOS
Appleが提供するUnix系の独自のオペレーティングシステムで、Apple社独自のハードウェアで動作する。GUI操作を基本とするが、UNIX互換のシェルも持つ。

#### ChromeOS
Googleが提供するLinux系の独自オペレーティングシステムで、Google Chromeをベースとしたシェルを持つ。Androidとの連携や互換性が優れており、ソフトウェア開発用途などにDebian系のLinuxサブシステム（Crostini）も制限付きながら利用できる。

#### PC-UNIX
パーソナルコンピュータで稼働するUnix系オペレーティング環境。カーネルとしてオープンソースソフトウェアであるLinuxが使われるようになって普及した。ウィンドウシステムとしてはX Window Systemが標準になっている。

### アプリケーションソフトウェア
普通の人々がインターネット上の検索エンジンで情報検索したり、あるいは各企業やサービスの公式サイトで各種登録を行ったり、ネットショッピングを行ったり、webメールを送受信するためにはWebブラウザが使われており、さまざまなアプリケーションソフトの中でも使われる頻度が高くなっている（最近はさまざまな便利なクラウドサービスが増えているのでブラウザが使われる頻度が特に高くなっている）。
事務作業用のソフトウェアは近年ではプロダクティビティ・ソフトウェアと呼ばれるようになってきており、たとえばワープロ、表計算、データベースなどやこれらをパッケージ化したオフィススイートなどがある。それ以外にも、ペイントソフト、写真加工ソフトなどはきわめて一般的で、さらに映像（動画）編集ソフト、オーサリングツールも使用ユーザが次第に増えている。
ほかにもゲーム好きな人々はゲームソフトを高頻度で使用している。コンピュータエンジニアなどはターミナルソフト（en:Terminal emulator）を多用し、システム開発を行うエンジニアはプログラミングツール（統合開発環境、コンパイラなど）を多用する。
いずれも無償のもの / 有償のものの両方があり、無償のものにはオープンソースなどライセンスに従えば無償でも利用できるものがある。近年ではインターネット経由で無償でダウンロードできるものも多い。またオペレーティングシステムに標準で含まれているものもある。そのほか、特定の業種だけで使うソフトや、特定の職種だけが使うきわめて特殊なソフトもある（こちらは多くは有償で、相当の価格に設定されていることが多く、なかには（かなりの費用をかけて）特注で制作するものもありユーザは一社だけあるいはひとりだけという場合もある）。

### ミドルウェア
ミドルウェアはOSとアプリケーションとの間に構築されるアプリケーションフレームワークの一種である。アプリケーションの開発を効率化する。

## 主なメーカー
主なパーソナルコンピュータのメーカーは以下の通りである。大手メーカーの多くはクアンタ・コンピュータ、コンパル・エレクトロニクスなどの台湾に本社を置く受託製造メーカーにOEM生産を委託しており、ノートパソコンに至っては世界の年間生産台数の約9割を台湾企業が手掛けている。
| 国・地域名 | 現存 | 過去 |
| ---------- | --- | --- |
| アメリカ   | HP Inc. デル Apple Google Microsoft Amazon.com エバレックス | コモドール（破産） タンディ・ラジオシャック（撤退） アタリ（撤退） IBM（PC部門をレノボに売却し撤退） コンパック（HPに吸収合併されブランド名として存続） DEC（コンパックに買収） ASTリサーチ（サムスンに買収） イーマシーンズ（ゲートウェイに買収） ゲートウェイ（エイサーに買収されブランド名として存続） パッカードベル（NEC傘下を経てエイサーに買収） ユニシス（撤退） ベル&ハウエル（撤退） |
| 日本       | NECパーソナルコンピュータ 富士通クライアントコンピューティング マウスコンピューター エプソンダイレクト サードウェーブ Dynabook（東芝→シャープ） VAIO パナソニック サイコム ロジテック（企業向けのみ） 日本デジタル研究所（会計業務用のみ） | アキア（廃業） アイコム（撤退） 飯山電機（MCJに吸収合併） オンキヨー（倒産） セイコーエプソン（エプソンダイレクトに集約） セガ（撤退） ソード（東芝に業務売却） 三洋電機（撤退） トミー（撤退） バンダイ（撤退） プロサイド（撤退） 沖電気工業（撤退） ソニー（VAIOに事業譲渡） 旧：アイワ（ソニーに吸収合併、一時期PC/AT互換機を製造販売） カシオ計算機（撤退） キヤノン（撤退） 京セラ（撤退） 高木産業（撤退） 日本ビクター（撤退） ソーテック（オンキヨーに買収、後にブランド廃止） 工人舎（オンキヨーにPC事業統合し、工人舎ブランドは撤退） 日立製作所（一般向けは撤退しセキュリティ用に特化するも現在は終了） KOUZIRO（解散しインバースネットのブランド名として存続） パイオニア（一時期Macintosh互換機を製造販売） 三菱電機（撤退） 東芝（2018年10月1日にシャープへ事業譲渡→Dynabook） 三井物産デジタル（撤退） システムズ・フォーミュレート（倒産） |
| 台湾       | ASUS エイサー MSI クアンタ・コンピュータ AOpen BenQ Biostar コンパル・エレクトロニクス エリートグループコンピューター・システムズ ASRock                                                                                                   | マイタック（モバイル向けに特化し一般向けは撤退） UMAX（撤退） |
| 中国       | レノボ 方正 清華同方 ハイアール Xiaomi ZOTAC Aigo CHUWI | |
| 韓国       | サムスン電子 LGエレクトロニクス トライジェム | |
| ヨーロッパ | Aleutia CMS Computers Bull グルンディッヒ IGEL Tプラットフォーム Wortmann | シンクレア（撤退） アムストラッド（撤退） ICL（撤退） オリベッティ（PC部門を売却し撤退） エイコーン（PC部門を廃止し解体） ノキア（撤退） |
| その他     | Razer AXIOO グラディエンテ Itautec Lanix Casper Monster Notebook | |

上記以外にもパソコンの製造メーカーはPCをベースとした専用機器やシステム販売、あるいは小規模なPCショップを含め多数存在するが、パソコンの内部に使われている部品は限られた企業が生産している。
CPUはx86アーキテクチャにおいては2015年時点でインテルが87.7%を占め、AMDが12.1%を占める。ただし、2010年代に入ってから小型デバイスなどの組み込み向けを中心にARMアーキテクチャが台頭してきており、x86アーキテクチャだけで一概に推し量ることはできない。
GPUは2015年第3四半期時点でデスクトップ向けのビデオカード製品ではNVIDIAが81.1%、AMD（旧：ATI）が18.8%を占め、Matroxが1%未満となっている。チップセットやノートパソコンなどのモバイル向けGPUを含む総合ではインテルが72.8%、NVIDIAが15.7%、AMDが11.5%を占める。
メモリはサムスン電子が4割、SKハイニックス（旧：現代電子）が3割、マイクロン・テクノロジが2割を占める。

### 市場シェア
各項目とも、2019年1〜12月、台数ベース、IDC調査。

#### 世界
出典：
| 順位 | メーカー | シェア率 （%） |
| ---- | -------- | -------------- |
| 1    | レノボ   | 21.3           |
| 2    | HP Inc.  | 20.9           |
| 3    | デル     | 15.7           |
| 4    | ASUS     | 7.4            |
| 5    | Apple    | 7.1            |
| 6〜  | その他   | 27.7           |

#### 日本
出典：
| 順位 | メーカー | シェア率 （%） |
| ---- | -------- | -------------- |
| 1    | NEC      | 25.4           |
| 2    | 富士通   | 19.0           |
| 3    | HP Inc.  | 12.4           |
| 4    | デル     | 12.1           |
| 5    | Dynabook | 11.1           |
| 6〜  | その他   | 20.0           |

## 電子ごみ問題とリサイクル

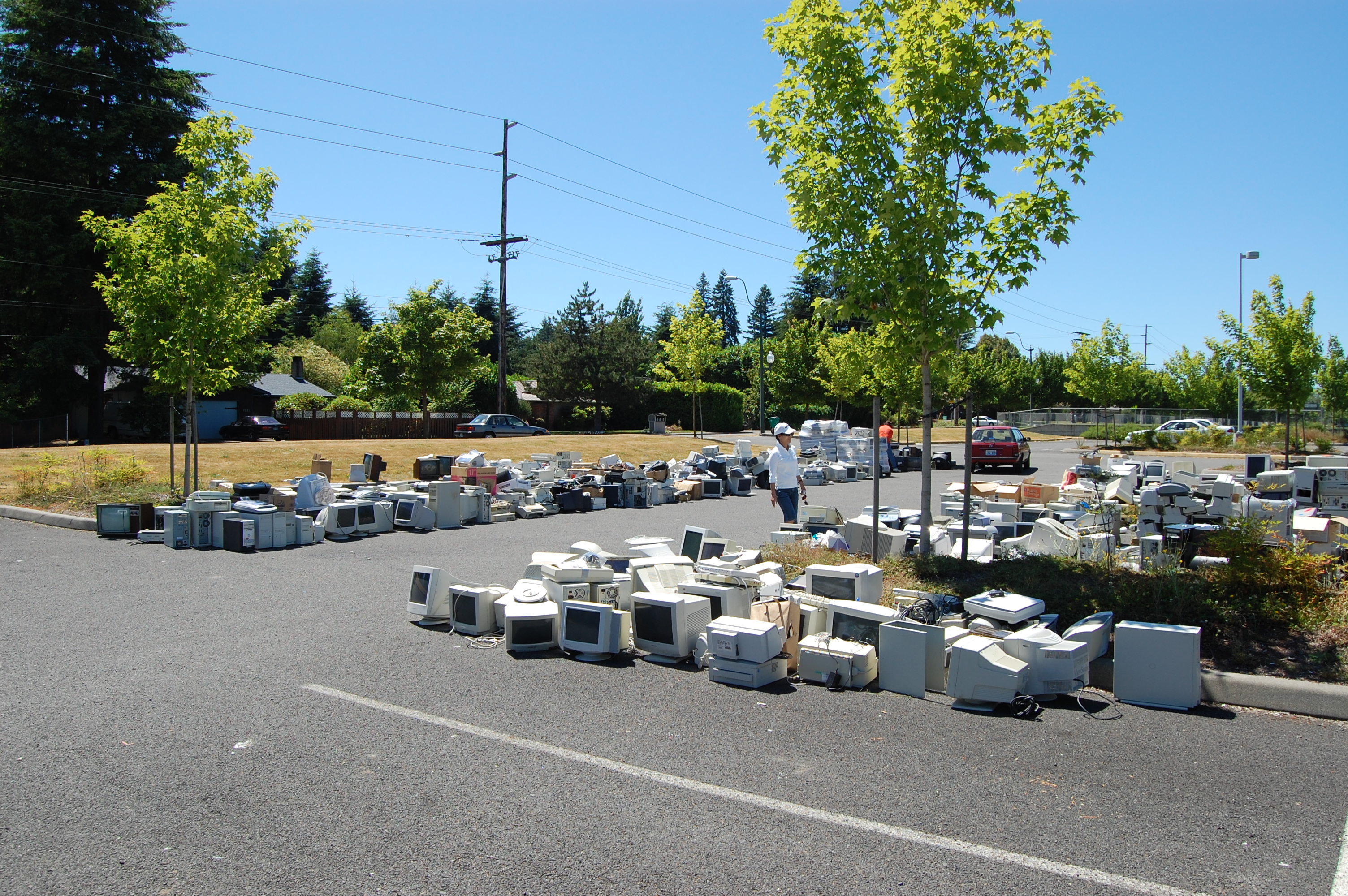
リサイクルのため集められたデスクトップパソコン

国連大学の「電子廃棄物問題を解決するイニシアチブ」によると、年間当たりの電気・電子機器廃棄物の発生量は、全世界で約4880万トン（2014年）と推計されている。

### アメリカ
国連大学の「電子廃棄物問題を解決するイニシアチブ」によると、アメリカの年間当たりの電気・電子機器廃棄物の発生量は約720万トン（2014年）と推計されている。

### 中国
国連大学の「電子廃棄物問題を解決するイニシアチブ」によると、中国の年間当たりの電気・電子機器廃棄物の発生量は約610万トン（2014年）と推計されている。
広東省汕頭市の貴嶼では約13万人の住民のうち約8万人が電子ごみのリサイクル産業に従事しているが（2012年地元統計）、2014年の汕頭大学医学院の研究チームの調査報告書では重金属類による大気汚染や水質汚染が深刻になっているとしている。

### 日本
半導体素子製造プロセスの急速な高度化（この様子はムーアの法則などと表現される）の恩恵を受けてより高速・高機能なCPUを用いた製品が市場に投入され、そうした最新版のハードウェアに対応したソフトウェアが普及するにつれ旧型製品の買い替えサイクルは短くなる。そのため廃棄されるPCの台数が増加しており、資源の有効活用や環境保護の面から問題点が指摘されるようになった。そのため家庭電化製品と同様に「資源の有効な利用の促進に関する法律」の適用を受けることになり、メーカーによる回収・リサイクルが制度化された。
これを受け2001年4月1日から企業や個人事業者、2003年10月1日から家庭用で不要となったパソコン本体（付属のキーボード・マウス・スピーカー・ケーブル類、単独の外部ディスプレイ含む。付属マニュアルやメディア、プリンターなどの周辺機器は除く）は各製品のメーカーが回収し、素材レベルに分解し資源として再利用される（中古品としての流用や部品取りは原則として行われない）。
「PCリサイクルマーク」がついた家庭用PCは販売価格に回収処分の手数料が含まれているためリサイクルの費用は不要であるが、マークのついていない製品は新たに「回収再資源化料金」を負担する必要がある。自作PCやメーカーのパソコン事業撤退・倒産した場合は、一般社団法人パソコン3R推進協会が有償で回収を行う。この制度を受けて、自治体などではPCの粗大ごみ収集・処分を行わないところが多い。
事業用のパソコンについては別途メーカーによる回収・リサイクル体制が整えられているが、産業廃棄物として処理される場合もある。